# 12-й Алабамский пехотный полк
12-й алабамский пехотный полк (англ. 12th Regiment Alabama Infantry) — представлял собой один из пехотных полков армии Конфедерации во время Гражданской войны в США. Он прошёл все сражения гражданской войны на востоке от сражения при Уильямсберге до капитуляции при Аппоматтоксе.

## Формирование
12-й Алабамский полк был сформирован в июле 1861 года в Ричмонде. Его первым командиром стал полковник Роберт Тигналл, выпускник Вест-Пойнта 1837 года. Полк был сразу отправлен в Манассас и включён в бригаду Ричарда Юэлла. Полк прибыл в Манассас 22 июля и не успел принять уастия в первом сражении при Булл-Ран, но его рядовые были привлечены к захоронению погибших федеральных солдат.
9 ноября капитан Джон Браун (рота D) стал майором полка. Всю зиму полк провёл в лагере под Манассасом. В январе полк был включён в бригаду Роберта Роудса. 6 марта уволился майор Браун и майором стал адъютант Пикенс.

## Боевой путь
В марте 1862 года полк был переведён на Вирджинский полуостров под Йорктаун, после сдачи Йорктауна участвовал в сражении при Уильмсберге, а 31 мая — в сражении при Севен-Пайнс. В этом сражении полк (численностью 408 человек) атаковал редут дивизии Кейси и прорвал три линии федеральных войск. В бою погиб полковник Джонс, два капитана и 70 рядовых. 1 капитан и 141 рядовой были ранены. Командование принял подполковник Бристор Гейл.
После сражения подполковник Гейл стал полковником, майор Пикенс стал подполковником, а капитан Джон Гудгейм (роты В) стал майором.	
В ходе Семидневной битвы полк сражался при Гейнс-Милл и при Малверн-Хилл. После этих сражений в строю осталось всего 120 человек.
В сентябре 1862 полк участвовал в Мерилендской кампании. В ходе сражения у Южной горы он участвовал в обороне ущелья Тернера, где погиб полковник Гейл, и командование принял подполковник Пикенс, который так же был ранен и впоследствии получил звание полковника.
17 сентября полк участвовал в сражении при Энтитеме, где бригада Роудса удерживала позицию на дороге "Санкен-Роуд". Полком командовал капитан Экстон Такер, который был убит, и командование принял капитан Уильям Марони. При Южной горе и при Энтитеме полк потерял 27 человек убитыми, 69 ранеными и 33 пропавшими без вести. Было потеряно знамя полка, которое захватил 57-й Нью-Йоркский пехотный полк. 
В декабре полк участвовал в сражении при Фредериксберге под командованием полковника Пикенса.
В мае 1863 года полк участвовал в сражении при Чанселорсвилле, где числился в бригаде О'Нила и находился в первой линии во время фланговой атаки Джексона вечером 2 мая. В бою был ранен полковник Пикенс, убиты два капитана и 12 рядовых, ранены два капитана и 85 рядовых (из 330 человек на начало сражения).
В июне полк участвовал в Геттисбергской кампании, во время сражения при Геттисберге участвовал в неудачной атаке бригады О'Нила на Дубовом Хребте. В сражении погиб один капитан и 16 рядовых, два капитана и 64 рядовых были ранены.
25 августа бригаду возглавил полковник Каллен Баттл. Осенью полк участвовал в кампании Бристо, где потерял двух человек убитыми.
В 1864 году полк участвовал в Оверлендской кампании. В сражении в Глуши им командовал полковник Пикенс. 8 — 18 мая полк сражался при Спотсильвейни, где Пикенс был снова ранен.
13 июня бригаду Баттла перевели в долину Шенандоа, где она участвовала в сражении при Линчберге, в преследовании генерала Хантера, в сражении при Нью-Маркет (30 июня), 5 — 6 июля перешла Потомак и 9 июля участвовала в сражении при Монокаси. 11 — 12 июня полк участвовал в перестрелке у форта Стивенс, затем со всей армией отступил в долину Шенандоа и 19 сентября участвовал в третьем сражении при Винчестере. В этом сражении полковник Пикенс был в четвёртый раз ранен. В этом же бою погиб генерал Роудс, и командование дивизией принял Стивен Рамсер. 19 октября полк сражался при Седар-Крик под командованием капитана Росса. Генерал Рамсер погиб в этом сражении и дивизию возглавил Брайан Граймс.
В декабре дивизия Граймса покинула долину Шенандоа и отступила к осаждённому Ричмонду. 3 апреля Ричмонд был сдан, дивизия отступила к Аппматтоксу, где 9 апреля Северовирджинская армия капитулировала. На момент капитуляции в 12-м Алабамском оставалось 5 офицеров и 62 рядовых.